# Baldio

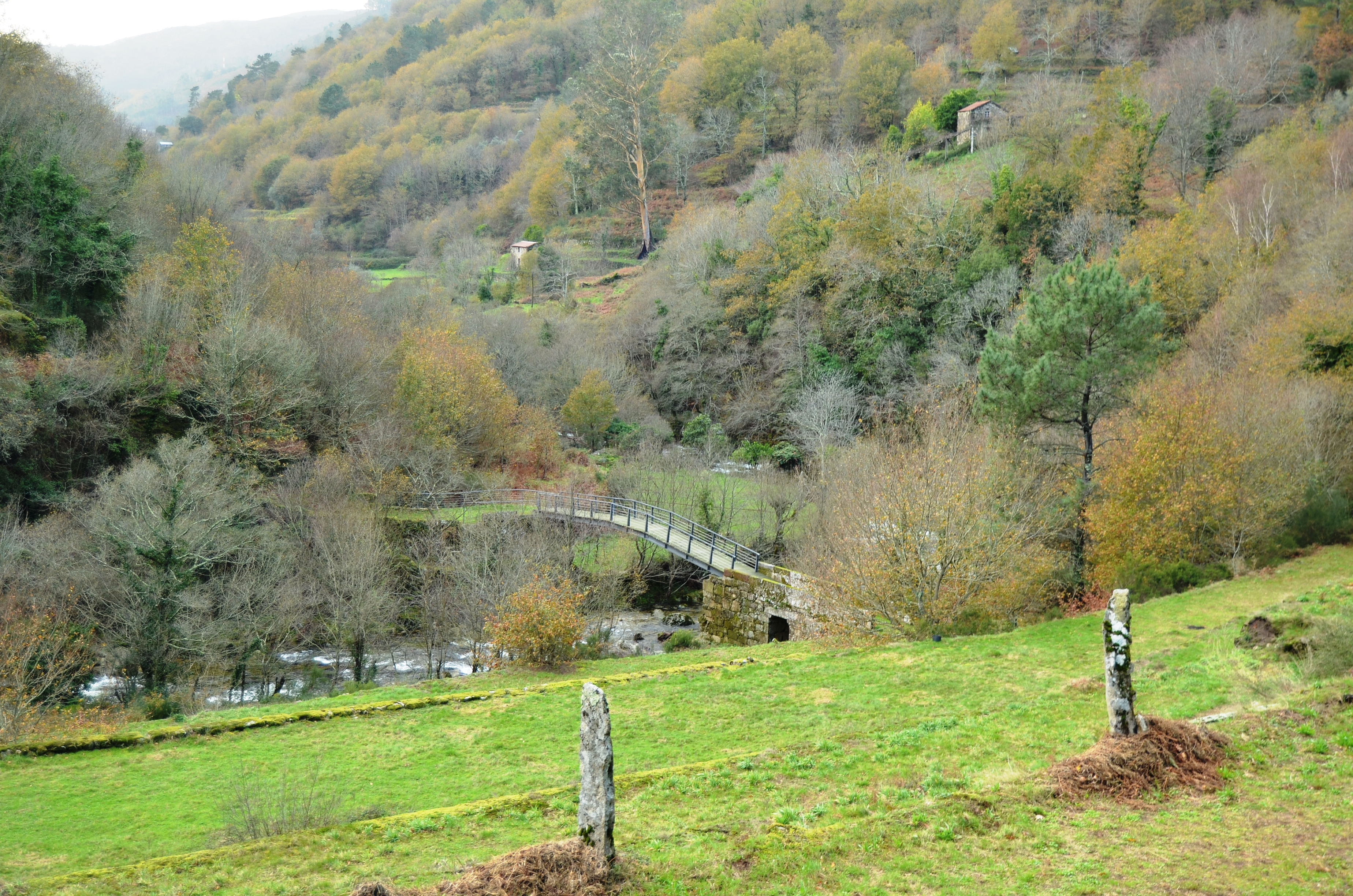
Na freguesia de Sistelo, 84% da área total da freguesia é baldio

Em Portugal e na Galiza, um baldio é um terreno possuído e gerido por uma comunidade local.  O conceito existe noutras regiões com nomes como bem comunal (em castelhano: bien comunal ou procomún; em francês: bien communau ou simplesmente communau), terra comunal (em inglês: common land ou simplesmente common) ou terreno comunal (em francês: terrain communau).
Os baldios em Portugal são geridos pela "Assembleia dos Compartes" (composta pelos moradores de uma ou mais freguesias ou parte delas que, segundo os usos e costumes, tenham direito ao uso e fruição do baldio) e por um "Conselho Directivo" eleito por esta, e na Galiza por uma "Comunidade de Montes".
Os baldios são frequentemente usados para apascentar gado, recolher lenhas, etc., mas os compartes também podem ceder a sua utilização a outras entidades ou a membros da comunidade, por períodos até 20 anos.

## História em Portugal
A origem dos baldios está associada a doações dos reis aos habitantes de cada vila ou termo com terras comuns para pastagens e obtenção de lenhas.

Durante o Estado Novo, após a constituição da Junta de Colonização Interna, em março de
1937, fez-se um inquérito aos terrenos baldios do Continente. Esta pesquisa, que resultou em 3 volumes, foi efetuada por brigadas de engenheiros agrónomos e técnicos agrários, que estudaram vários aspetos tais como o tipo de solo, a geologia, a proximidade de recursos hídricos, a utilidade do terreno e, por fim, hipóteses futuras de aproveitamento, nomeadamente através da colonização, exploração florestal ou agrícola. Concluído em julho de 1938, este trabalho de reconhecimento permitiu identificar 7.638 baldios, numa área total de 407.543 ha.
Nos anos 1940, é publicada a "Nova Política de Aproveitamento", associada à Lei do Povoamento Florestal (Lei n.º 1971 de 15 de Junho de 1938) que permite a apropriação pelo Estado dos terrenos baldios, então propriedade comum das comunidades serranas. Seguiu-se uma política de florestação de largas áreas de pinhal e de outras espécies de crescimento rápido.
Em 1976 os baldios foram devolvidos à população (Decreto-Lei n.º 39/76 de 19 de Janeiro).